# نورویچ، شهرستان نیوایگو، میشیگان
نورویچ (به انگلیسی: Norwich Township) یک منطقهٔ مسکونی در ایالات متحده آمریکا است که در شهرستان نیویگو، میشیگان واقع شده‌است.
 نورویچ ۹۱٫۸ کیلومتر مربع مساحت و ۵۵۷ نفر جمعیت دارد و ۳۲۱ متر بالاتر از سطح دریا واقع شده‌است.